# Bayerische Zugspitzbahn
Đường sắt Bayern Zugspitze  là một trong bốn tuyến đường sắt răng cưa vẫn đang hoạt động ở Đức, cùng với Đường sắt Wendelstein, Đường sắt Drachenfels và Zahnradbahn Stuttgart. Đường sắt khổ hẹp này chạy từ nhà ga Garmisch-Partenkirchen đến Zugspitzplatt, cách Zugspitze, ngọn núi cao nhất ở Đức khoảng 300 mét.
Tuyến đường này được Bayerischen Zugspitzbahn Bergbahn AG (BZB) điều hành, một hãng con của Gemeindewerke Garmisch-Partenkirchen.
Tuyến xe chạy lên đến độ cao 2.650 mét so với mực nước biển, khiến nó trở thành tuyến đường sắt cao nhất ở Đức và cao thứ ba ở châu Âu. Đây cũng là tuyến đường sắt có độ cao chênh lệch lớn nhất ở châu Âu: 1.945 mét, nửa dưới là lộ thiên và nửa trên là đường ngầm.
Đỉnh Zugspitze có thể lên được bằng Seilbahn Zugspitze từ hồ Eibsee hay bằng Tiroler Zugspitzbahn.